# Chevalier impérial
Les chevaliers impériaux (Reichsritter) sont, dans le Saint-Empire romain germanique, à la fin du Moyen Âge et au début des Temps modernes, un corps (Reichsritterschaft) de nobles relevant directement de l'Empereur romain germanique, sans l'intermédiaire des princes territoriaux (comme le margrave de Brandebourg, le duc de Bavière, etc.) ; ils sont issus de la noblesse libre médiévale et de la noblesse ministériale. Chevalier impérial est donc un titre de noblesse du Saint-Empire ayant rang sous les Barons (Freiherr) et au-dessus des Nobles (Edler).

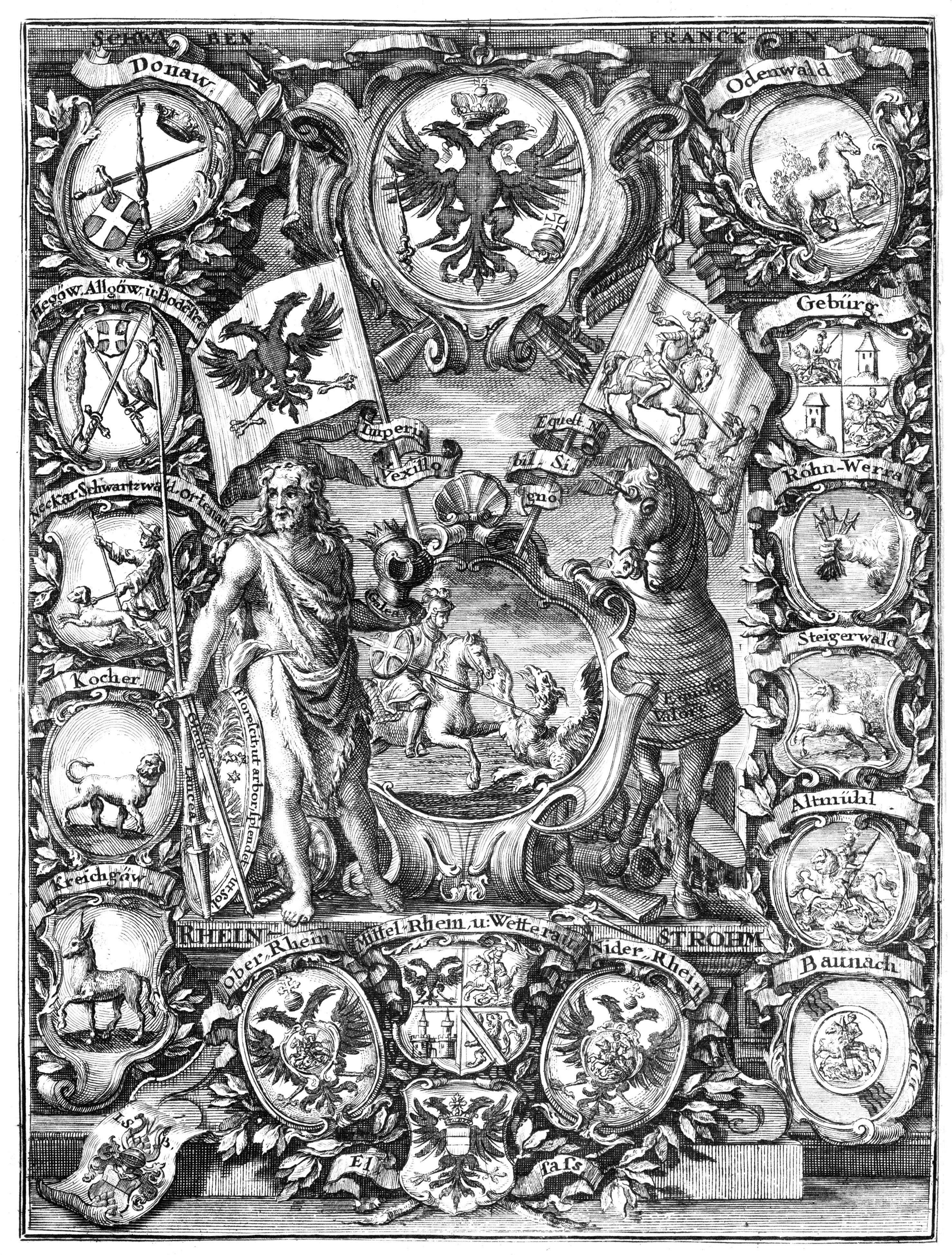
15 cantons chevaleresques (Ritterorten) sont représentés dans cette copie de 1721, Johann Stephan Burgermeister.

Pour protéger leurs droits face aux princes territoriaux, ils s'organisent vers la fin du XVe siècle en trois « cercles » (Partheien)  et se confédèrent en 1577 afin de faire reconnaître leurs droits en tant que « sujets immédiats », disposant d'une forme (limitée) de souveraineté dans les territoires de leur ressort. Leur statut d'immédiateté est reconnu par les traités de Westphalie (1648). Ils n'ont cependant jamais accédé à la Diète d'Empire.

## Origines

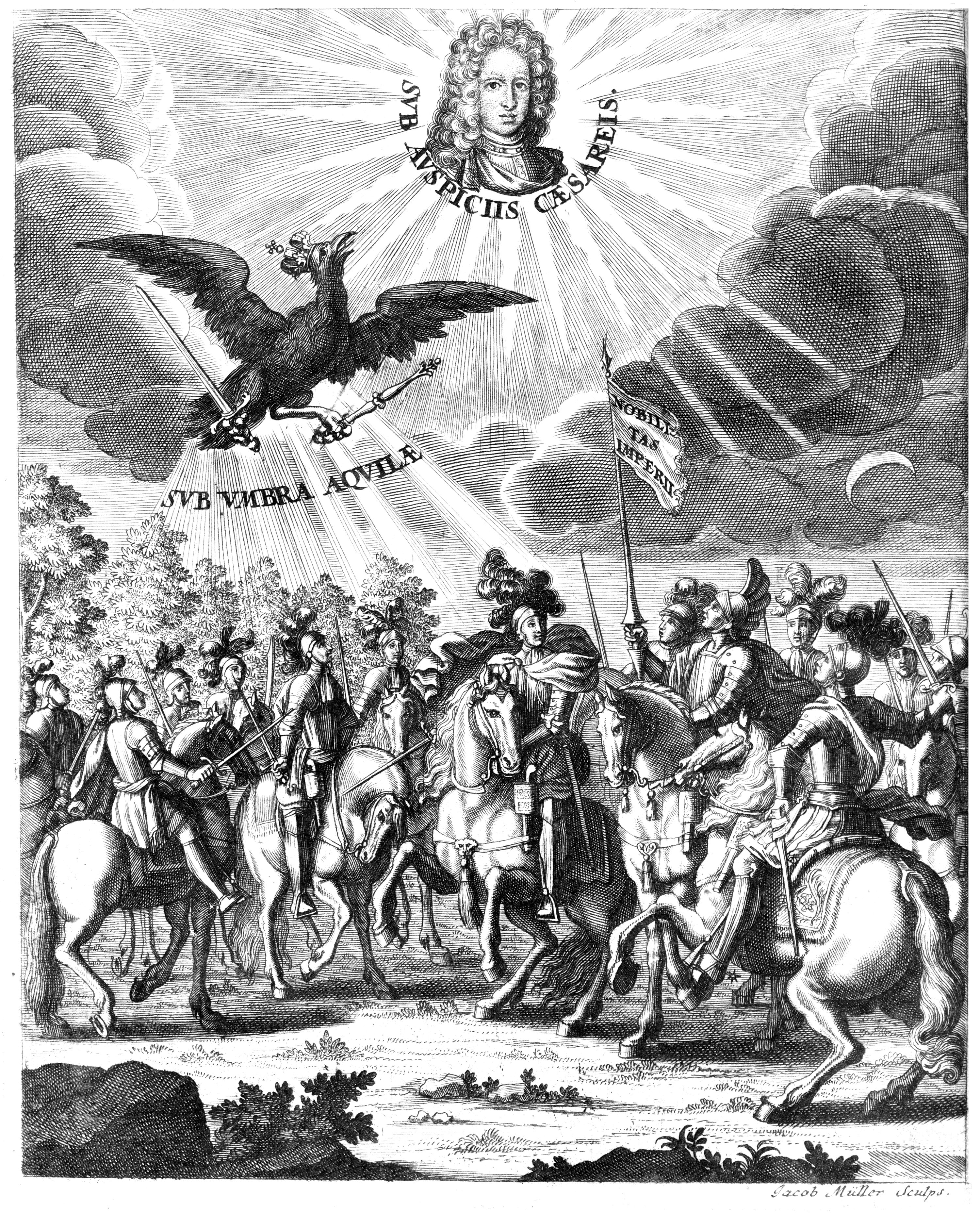
Gravure représentant les chevaliers impériaux, 1710.

L'histoire des chevaliers impériaux remonte au XIVe siècle, avec la fusion des derniers seigneurs libres et des éléments les plus importants de la ministerialité qui avaient gagné le statut noble.
En 1300, l'économie souffre du fait de la fluctuation des prix des produits alimentaires agricoles. Les ministériaux qui étaient en position économique forte peuvent mieux survivre à l'affaiblissement de leur base comme propriétaires fonciers. Toutefois la grande majorité languit dans la pauvreté, recourant à la vente de terres à l'Église, ou au brigandage. Une minorité de ministériaux suffisamment riches ont pu survivre aux crises et viennent bientôt grossir les rangs de l'ancienne noblesse libre, la fusion de ces deux corps constitue un nouveau corps de noblesse.
En 1422, certains de ces nobles ont acquis l'autonomie juridictionnelle en relevant directement de l'empereur, et c'est ainsi que la société des chevaliers impériaux libres est née. Les autres ministeriaux qui ne sont pas parvenus à recevoir le statut d'immédiat de l'empereur ont été graduellement transformés en un autre corps de noblesse : les Freiherr
En 1577, les chevaliers impériaux se regroupent au sein d'un corps équestre. Lors de la paix de Westphalie, leurs privilèges sont confirmés. Les chevaliers ont payé leur propre impôt, de façon volontaire à l'empereur, ils ont possédé, de façon limitée, la souveraineté (droits de législation, imposition, juridiction civile, police, pièce de monnaie, tarif, chasse et certaines formes de justice) et le droit de choisir la confession dans leurs territoires.
Les familles de Chevaliers ont eu le droit de législation de maison, sujet à l'approbation de l'empereur, et ainsi pouvaient commander des choses telles que le mariage des membres et régler les limites de la transmission de la propriété de famille. Les chevaliers impériaux, cependant, n'ont pas eu accès à la diète d'empire.

## Organisation
Ne pouvant accéder à la Diète d'Empire, en 1650 les chevaliers immédiats se sont organisés en trois « cercles » : les cercles franconiens, souabes, et rhénans. Les cercles ont été divisés en cantons, qui ont exercé un niveau important d'autonomie, possédant un directeur, une direction, des conseillers nobles aidés par des secrétaires et juristes non-nobles.
En 1577, les chevaliers impériaux se sont réunis en congrès et ont formé un ordre unique, dit corps de chevalerie. Mais les cercles et cantons ont gardé leur importance du fait de leur proximité.
Quelques fiefs impériaux immédiats, cependant, sont tombés en dehors de la structure des cercles et de leurs cantons. La baronnie autonome de Haldenstein est un exemple.
Au XVIIIe siècle, l'organisation des cercles était la suivante :

### Cercle de chevalerie de Franconie
Le cercle de chevalerie de Franconie ou cercle franconien (en allemand : Fränkischer Ritterkreis) était composé de six cantons de chevaleries :
- L'Odenwald (Ritterkanton Odenwald), dont le siège était Kochendorf (aujourd'hui Bad Friedrichshall), près de Heilbronn ;
- Le Steigerwald (Ritterkanton Steigerwald), dont le siège était Erlangen ;
- L'Altmühl (Ritterkanton Altmühl), dont le siège était Wilhermsdorf, près d'Emskirchen ;
- Le Baunach (Ritterkanton Baunach), dont le siège était Nuremberg ;
- Le Rhön-Werra (Ritterkanton Rhön-Werra), dont le siège était Schweinfurt ;
- Le Gebürg (Ritterkanton Gebürg), dont le siège était Bamberg.

### Cercle de chevalerie de Souabe
Le cercle de chevalerie de Souabe ou cercle souabe (en allemand : Schwäbischer Ritterkreis) était composé de cinq cantons :
- Le Danube (Ritterkanton Donau), dont le siège était à Ehingen ;
- Le Hegau-Allgäu-Lac de Constance (Ritterkanton Hegau-Allgäu-Bodensee), dont le siège était à Radolfzell ;
- Le Kocher (Ritterkanton Kocher), dont le siège était à Esslingen ;
- Le Kraichgau (Ritterkanton Kraichgau), dont le siège était à Heilbronn ;
- Le Neckar-Forêt Noire (Ritterkanton Neckar-Schwarzwald), dont le siège était à Tübingen. La zone semi-autonome d'Ortenau a été affiliée avec le canton le Neckar-Schwarzwald. Elle a servi pour accueillir la noblesse immédiate alsacienne qui avait été absorbée par les réunions françaises du XVIIe siècle)

### Cercle de chevalerie du Rhin
Le cercle de chevalerie du Rhin ou cercle rhénan (en allemand : Rheinischer Ritterkreis) était composé de trois cantons de chevaleries :
- Le Haut-Rhin ou Rhin-Supérieur (Ritterkanton Oberrhein), dont siège était à Mayence ;
- Le Rhin-Moyen (Ritterkanton Mittelrhein), dont siège était à Friedberg) ;
- Le Bas-Rhin ou Rhin-Inférieur Niederrhein), dont siège était à Coblence.

## Immédiateté et médiateté
Si un individu, un établissement, ou un secteur étaient directement assujettis à l'autorité de l'empereur, il bénéficiaient du statut de « sujet immédiat » ; les autres étaient « sujets médiats ».
L'immédiateté n'était pas limitée aux sujets nobles de l'empereur ; un certain nombre de hauts fonctionnaires dans les cours impériales et la chancellerie étaient immédiats, qu'ils soient nobles ou non. Résultant du raccordement féodal entre la tenure de la terre et la juridiction, le statut de sujet immédiat était aussi différent de celui d'« Etat de l'empire ». Nombre de territoires immédiats n'étaient pas des Etats de l'empire : certains territoires immédiats étaient minuscules, formés de quelques villages, voire de quelques fermes dans la Souabe supérieure. Le statut de sujet immédiat de l'empereur pouvait concerner un établissement : la famille de Thurn-und-Taxis a tenu le monopole du service postal impérial comme fief immédiat de l'empereur.
Les entités médiates étaient des sujets placés sous une juridiction intermédiaire entre elles et l'empereur.

## Rôle
Les chevaliers impériaux sont appelés très souvent à la guerre par l'Empereur et ont donc gagné l'influence significative dans les fonctions militaires et l'administration de l'empire. Chaque canton a eu ses propres capitaines. Toutefois les chevaliers impériaux étaient exempts des impôts impériaux et n'ont pas été priés de fournir des troupes.

## Déclin
Avec le temps, le titre de chevalier impérial est devenu un simple titre de noblesse. Beaucoup de chevaliers impériaux dès le XVIe siècle sont plus célèbres pour leur travail savant, artistique, ou diplomatique. Avec la fin du Saint Empire romain germanique et la fondation de la confédération du Rhin en 1806, les possessions des chevaliers impériaux, généralement enclavées, ont été médiatisées.

## Dénombrement
Il y avait 350 familles dans les trois cercles, possédant environ 1 500 domaines, avec une population totale de 400 000/450 000 habitants.
Ce dénombrement est tiré des réclamations pour compensation faite après les bouleversements de la Révolution française, et ne sont pas une description précise. Le nombre de familles étaient probablement plus près de 400 à la dissolution de l'ordre.